# 理查德·喬薩
理查德·喬薩 FRS（1953年11月13日—）是一名澳大利亞數學家，在劍橋大學擔任Leigh Trapnell量子物理學講座教授。他是劍橋大學國王學院的研究員，研究領域是量子資訊科學。作為該領域的先驅，他是多伊奇-喬薩演算法演算法的合著者，也是量子隱形傳態的共同發明者之一。

## 教育
喬薩在牛津大學獲得關於扭量理論的博士學位，導師是羅傑·潘洛斯。

## 職業生涯
喬薩曾在布里斯托大學、普利茅斯大學和蒙特婁大學任職。

### 榮譽
2004年，倫敦數學學會授予他奈勒獎，以表彰他「對量子資訊科學新領域做出的基礎性貢獻」。2016年，喬薩獲選為歐洲科學院院士。2019年，喬薩獲選為皇家學會會士。